# Eugène Simon
Eugène Simon (París, 30 d'abril de 1848 — ibídem, 17 de novembre de 1924) va ser un aracnòleg, entomòleg i botànic francès. Estudià ciències naturals amb Henri Milne Edwards, Claude Bernard i Henri de Lacaze-Duthiers, a la Universitat de la Sorbona a París.

## Biografia
Eugène L. Simon neix a la ciutat de París, el 30 d'abril de 1848. Com posseïa una gran fortuna, va poder dedicar-se a una de les seves grans passions, la història natural i, en particular, a l'estudi de les aranyes. Als setze anys comença a escriure i publica una Histoire naturelle des araignées (‘Història natural de les aranyes') el 1864.
Estudià a la Universitat de la Sorbona a París on fou deixeble d'insignes zoòlegs com Henri Milne Edwards, Claude Bernard i Henri de Lacaze-Duthiers. Després de graduar-se va dedicar la seva vida a l'estudi dels aràcnids, un camp poc desenvolupat en aquella època. També fou un bon especialista en colibrís, crustacis, insectes i fongs.
Simplement com a associat, posseeix un escriptori al Museu Nacional d'Història Natural de França de París. Després de molts viatges en els quals va fer unes col·leccions molt riques, va esdevenir president de la Societat Entomològica (1875) i de la Societat de Zoologia (1882).
Va explorar a França, Itàlia (1864), Espanya (1865-1868), Còrsega i el Marroc (1869), Tunísia i Algèria (1875). Encara que va rebre molts exemplars de col·leccionistes, viatjava amb freqüència perquè intuïa que, per desconeixement, els aficionats rebutjaven exemplars no atractius, també importants. Va viatjar per Egipte, Suez i Aden (1889-1890), Filipines (1890-1891), Ceilan (1892) i Àfrica del Sud (1893), i publica el seu treball «Sobre els Aràcnids del Iemen» (Annales, de la Societat Entomològica de França, París, 1890).
Del 26 de desembre de 1887 al 7 d'abril de 1888 va estar-se a Veneçuela on va fer recerques a La Guaira, Maiquetía a l'estat de Caracas, Colònia Tovar, la hisenda El Corozal en la part nord de l'Àvila, Port Cabell, Sant Esteban i les ribes del llac de València. Va publicar els resultats publicats en 36 articles, dels quals 27 tracten insectes (Anals, de la Societat Entomològica de França, París, 1889 i 1891). Va lloar Carlos Rojas, el germà d'Aristides Rojas, que l'acompanyava sovint als viatges d'exploració, com un diligent entomòleg. Amb dinou espècies de colibrís que va obtenir a San Esteban, va començar una de les col·leccions més belles i importants del món. El llibre Histoire naturelle des trochilidés (1921) el presenta com una autoritat en la matèria.
Eugène Simon treballa considerablement a esclarir la taxonomia i va descriure nombroses noves espècies. Va contribuir a moltes descripcions taxonòmiques i sobretot a la categorització i nomenclatura d'aranyes. Va definir els gèneres Anelosimus, Psellocoptus i Phlogius. Va classificar més de 26.000 aràcnids que va donar al Museu d'Història Natural de París el 1918.
Morí a París a l'edat de 76 anys el 17 de novembre de 1924.

## Obra
Va escriure 328 estudis sobre aràcnids i dos sobre crustacis.
- Histoire naturelle des araignées (en francès).  París: Librairie encyclopédique de Roret, 1864-1884.
- «Arachnides de Syrie, rapportés par M. Charles Piochard de La Brûlerie» (en francès). Annales de la Société entomologique de France, Séries 5, 11, 1872, pàg. 245-264.
- Les Arachnides de France.  Librairie encyclopédique de Roret, 1875.
- «Arachnides nouveaux ou peu connus» (en francès). Annales de la Société entomologique de France, 1, 6, 1877, pàg. 225-242.
- «Essai d'une classification des Galéodes, remarques synonymiques et description d'espèces nouvelles ou mal connues» (en francès). Annales de la Société entomologique de France, Séries 5, IX, 1879, pàg. 93-154, planche 3
- «Arachnides de France» (en francès). Annales de la Société entomologique de France, volum VII anàlisi), 9, 1879, pàg. CLX-CLXI.
- «Les Ordres des Chernetes, Scorpiones et Opiliones». A: Les Arachnides de France (en francès). vol. VII.  París: Librairie encyclopédique de Roret, 1879, p. 1-332.
- «Description de deux nouveaux genres de l'ordre des Solifugae» (en francès). Annales de la Société entomologique de France, Séries 5, X, 1880, pàg. 399-402.
- «I. Viaggio ad Assab nel mar Rosso, dei signori G. Doria ed O. Beccari con il R. Avviso "Esploratore" dal 16 novembre 1879 al 26 Febbraio 1880. II Étude sur les Arachnides du Yémen méridional» (en italià). Annali del Museo Civico di Storia Naturale di Genova, XVIII, 1882, pàg. 207-260.
- «Arachnides recueillis par M. l'abbé A. David à Smyrne, à Beïrout et à Akbès en 1883» (en francès). Études arachnologiques, 15ª Mémoire, Annales de la Société entomologique de France, VI, 4, 1884, pàg. 181-196.
- «Certain histological and anatomical features of the nervous system of a large Indian spider, Poecilotheria» (en anglès). American Zoologist, 9, 1, 1885, pàg. 113-119.
- «Matériaux pour servir à la faune arachnologique de l'Asie méridionale. I. Arachnides recueillis à Wagra-Karoor près Gundacul, district de Bellary par M. M. Chaper. II. Arachnides recueillis à Ramnad, district de Madura par M. l'abbé Fabre» (en francès). Bulletin de la Société zoologique de France, X, 1885, pàg. 1-39.
- «Etudes sur les Arachnides recueillis en Tunisie, en 1883 et 1884, par MM. A. Letourneux, M. Sédillot, et Valéry Mayet» (en francès). Exploration scientifique de Tunisie. Dix volumes. Ministère de l'éducation nationale (France), vol. 8, 1885, pàg. IV + 1-59.
- «Matériaux pour servir à la faune des Arachnides de la Grèce» (en francès). Annales de la Société entomologique de France, VI, 4, 1885, pàg. 305-356.
- «Matériaux pour servir à la faune arachnologique de l'Asie méridionale. I. Arachnides recueillis à Wagra-Karoor près Gundacul, district de Bellary par M. M. Chaper. II. Arachnides recueillis à Ramuad, district de Madura par M. l'abbé Fabre» (en francès). Bulletin de la Société zoologique de France, X, 1885, pàg. 1-39.
- «Arachnides recueillis dans le sud de l'Afrique par le Dr. Hans Schinz». Annales de la Société entomologique de France, VII, 1888, pàg. 369-384.
- «Notes sur quelques espèces de Trochilidés» (en francès). Mémoires de la Société zoologique de France, volum 2, 1889, pàg. 226–231.
- «Études sur les Arachnides du Yémen» (en francès). Annales de la Société entomologique de France, VI, 1890, pàg. 77-124.
- «Étude sur les Arachnides recueillis par M. Ludwig von Höhnel, officier de la marine autrichienne, pendant l'expédition de M. le comte S. Téléki dans l'Afrique orientale équatoriale, en 1887–1888» (en francès). Annales de la Société entomologique de France, VI, 10, 1890, pàg. 125-130.
- «Description de deux espèces nouvelles d'Arachnides rec. dans le Sahara par le Dr. R. Blanchard». Bulletin de la Société zoologique de France, XIV, 1891, pàg. 198-199..
- (en francès) Revue Biologique du nord de la France, 5, 2, 1892. Liste des arachnides recueillis en Syrie par M. Le Dr Théod. Barrois, a: Résultats scientifiques un voyage entrepris en Palestine & en Syrie par le Dr Th. Barrois, pàg. 3-7.
- (en francès) Annales de la Société entomologique de France, V, 9, 1895. Galeodes graecus C.L. Koch, pàg. 96-100.
- «Arachnides recueillis par M. M. Maindron à Mascate, en octobre 1896». Bulletin du Muséue national d'histoire naturelle París, III, 1897, pàg. 95-97.
- Catalogue des espèces actuellement connues de la famille des Trochilidés (en francès).  París: L. Mulo, 1897, p. 416.
- «Liste des Arachnides recueillis en Algérie par M. P. Lesne et description d'une espèce nouvelle» (en francès). Bulletin du Muséum national d'histoire naturelle à París, 1899, pàg. 82-87, (82, 85, 86).
- «Arachnides recueillis par M. C.-J. Dewitz en 1898, à Bir-Hooker (Wadi-Natron), en Égypte». Bulletin de la Société entomologique de France, 4, 13, 1899, pàg. 244–247. DOI: 10.3406/bsef.1899.22402.
- «Etude sur les arachnides recueillis au Maroc par M. Martinez de la Escalera en 1907» (en francès). Memorias de la Real Sociedad Española de Historia Natural, 6, 1, 1909, pàg. 1-43.
- «Voyage de M. Maurice de Rothschild en Éthiopie et dans l'Afrique orientale anglaise (1904–1906). Arachnides 1re partie» (en francès). Annales de la Société entomologique belge, 53, 1909, pàg. 29-43.
- Histoire naturelle des Trochilidae (en francès).  París: L. Mulo, 1921.

## Reconeixement
- El 2007, la International Society of Arachnology va crear el premi Simon (Simon Award) per coronar la trajectòria d'aracnòlegs benmerescuts.[2]

### Epònims
- (Anacardiaceae) Rhus simonii Carrière[3]
- (Araceae) Anthurium simonii Nadruz[4]
- (Asteraceae) Cirsium × simonii Komlodi[5]
- (Caryophyllaceae) Gypsophila simonii Hub.-Mor.[6]